# Конон (стратег)
Конон (др.-греч. Κόνων), сын Тимофея — афинский полководец. Был военачальником в период Пелопоннесской и Коринфской войн.
Начиная с 414—413 годов до н. э. Конона несколько раз выбирали в стратеги. Заместив в 406 году до н. э. Алкивиада в командовании афинским флотом, Конон не мог с бывшими в его распоряжении 70 кораблями противостоять спартанскому полководцу Калликратиду, имевшему 170 триер, потерял половину флота и был заперт у Митилены, но победа афинян при Аргинусских островах освободила его.
Опасаясь ответственности за поражение при Эгоспотамах, вина за которое лежала и на нём, Конон не стал возвращаться в Афины и бежал к царю Эвагору на Кипр. Когда началась война между Спартой и Персией, Конон с помощью Эвагора и персидских денег создал флот и уничтожил в битве при Книде (394 год до н. э.) морское могущество Спарты, изгнал из многих приморских городов спартанских гармостов и опустошил берега Лаконии (393 год до н. э.). Тогда он вернулся в Афины, был принят с большим почетом (393 год до н. э.), восстановил Длинные стены и занял такое же выдающееся положение, какое занимал перед тем Фрасибул.
Задачей Конона было восстановить власть Афин над островами Эгейского моря, и ему удалось многое сделать для осуществления этого плана. Когда два года спустя после битвы при Книде началось охлаждение между Афинами и Персией, Конон отправился в Сарды во главе посольства, но сатрап Тирибаз задержал его как изменившего делу персов. В Афины Конон уже не возвратился, но ему удалось уйти на Кипр к Эвагору, где он и умер. По другому, менее достоверному известию, Конон умер в Азии, куда сатрап отослал его.
Его сыном был знаменитый афинский военачальник Тимофей.